# Fidena fulgifascies
Fidena fulgifascies är en tvåvingeart som beskrevs av Barretto 1957. Fidena fulgifascies ingår i släktet Fidena och familjen bromsar. Inga underarter finns listade i Catalogue of Life.